# ホルメンコーレンジャンプ競技場
ホルメンコーレンジャンプ競技場（Holmenkollbakken）はノルウェー、オスロ郊外のホルメンコーレン地区に位置するラージヒル（K120m/HS134m）のジャンプ競技場である。隣接してクロスカントリースキーコース、ノーマルヒル（K95m/HS106m）などがあり、ノルディックスキーの発祥地であるノルウェーにおける代表的な競技場であることから、ノルディックスキーの聖地とも称される場所である。
ジャンプ台は現在までに19回改築され、前回1982年の改修で観客席の収容人数は50000人以上に増やされた。2008年夏から、2011年の世界選手権に向けて19回目の改築工事が行われ2010年3月に完成した。
現在のスタートタワーは、地面から60メートルの高さにそびえ海抜417メートルになる。バッケンレコードは2011年3月5日にオーストリアのアンドレアス・コフラーが記録した141.0m（2011年3月15日現在）。
毎年100万人以上の観光客がジャンプ台とスキーミュージアムを訪れる。スタートタワーの頂上からはオスロ市内及びオスロ・フィヨルドを一望できる。

## 歴史

### 最初のジャンプ台

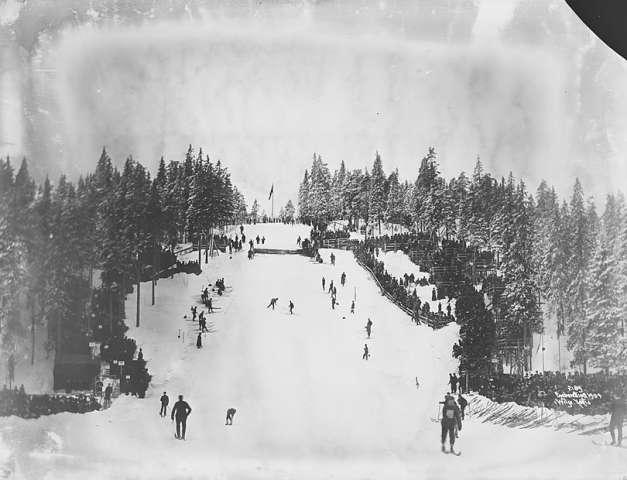
1904年、踏切台が石積みに改造されたホルメンコーレンジャンプ競技場

ホルメンコーレンスキー大会の前身は現在より町の中心地に近いUllernのHusebyで1879年から1891年の間行われていたHusebyrennetである。
1887年にホルメンコーレンへの道が開かれたが、当時この一帯は住宅地ではなくレクリエーションの時に使用されるだけであった。I. C. L. Holmはこの地のレクリエーションセンターとしての潜在能力を見抜いて開発を決意、1886年にPeisestuenを設立、1891年にはHolmenkollen Sportsstue、1894年にはHolmenkollen Sanatorium（現在のHolmenkollen Park Hotel Rica）、1900年にはVoksenkollen Sanatoriumが次々と開設された。
1890年のHusebyrennetは雪不足のため中止となり、代わりにFrognerseterenのUllbakkenで大会が行われた。街から遠いために大会は日曜日に行われたが、このことに批判があったためその代償として入場料を徴収しないことを決めた。
翌1891年、Husebybakkenで最後の大会が行われた。
1891年のシーズン後、Husebybakkenの土地所有者とリースの交渉をする必要があった。Husebyでは雪不足が何度かあり、Fritz HuitfeldtとHans KragはBesserudに新しいジャンプ台の建設を提案した。ノルウェースキー振興協会は半年後に会場の移転を承認した。
Besserudの丘の麓に作られた小さな池はホテルへ十分な水の供給を生み出した。この池は冬の間氷で覆われる。
建設は簡単であった。木を数本伐採し、雪が降ると枝を払った。
ホルメンコーレンでの最初のジャンプ競技は1892年1月30日に行われた。
Arne Ustvedtがおよそ12,000人ないし15,000人の観衆が見守る中21.5メートルの最長不倒距離を記録した。なお、このジャンプはノルディック複合の前半ジャンプで、Svein Sollid（テレマーク地方のMorgedal出身）がホルメンコーレン大会初代チャンピオンとなった。以降もホルメンコーレン大会ではノルディック複合のみが行われ、純ジャンプ競技が行われたのは1933年が最初である。歴代優勝者はホルメンコーレン大会におけるスキージャンプ競技を参照。
最初のジャンプ台は踏切台の直後に塚があり、これが落下するような感覚を与えて、着地を難しいものにした。
そこで、ジャンパーがより安全に着地できるようにプロフィールをわずかに変更することが決められた。とはいうものの当時は標準プロフィールというものは存在しなかったので、ノルウェースキー振興協会は、より良いプロフィールを作成するために試行錯誤した。新しいプロフィールのジャンプ台は1894年から使用され、改良工事には2000ノルウェークローネが投じられた。
初期のジャンプ台は踏切台を毎年作り直していたので、位置が毎年変わった。1904年に踏切台が石積みで築かれ、固定された。
1907年のシーズン前にランディングバーンが25m地点から僅かに掘り下げられ、より着地が容易になった。
1910年に踏切台は位置を変え、高さ2mの石積みに作り変えられた。
固い氷の層で池を保つために、雪が降ったら取り除かれた。 氷が十分に厚くないとイヴェントの最中に観客席に問題が生じるからである。
1913年から池はホテルのサービスの一環としてスケートリンクとして開放された。しかしこれは成功せず、数年で廃止された。

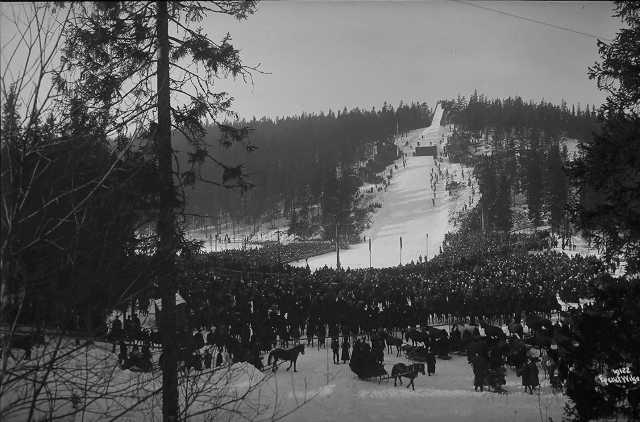
1914年、インランのタワー化後のホルメンコーレンジャンプ競技場（1917年撮影）

1910年代には当時アメリカで一般的になっていた足場構造でインランが構築されたが、ノルウェーのマスコミには酷評された。1914年のシーズン前、高さ10mの鉄製足場のインランが構築された。これはマスコミから大きく非難された。自然の丘でジャンプ競技を行うのが世論であった。しかし同年、NydalsbakkenとSolbergbakkenの2か所のノルウェーを代表するジャンプ台が同様の構造を取り入れた。1914年1月15日に新しいジャンプ台で試技が行われ、34mを記録した。これは当時の世界最長記録であった。ジャンプ台はその後も数回改修された。プロフィールを改善するため掘削を行い、ランディングバーンに播種して斜面を保護した。
1923年ホルメンコーレンスキーミュージアムがタワーの下に開設された。これは世界最古のスキーに関する博物館である。第二次世界大戦後から1980年代中ごろまでヤコブ・ヴァーゲが館長を勤めた。
ノルウェー皇太子のオーラヴ5世は1922年と1923年にホルメンコーレンジャンプ大会に参加した。

### オリンピックジャンプ台
1927年、試合後に積雪荷重によりインランの構造物が倒壊した。これにより、ノルウェーにおいて観客席・インラン構造物の公的制限が導入されることとなった。この時、世界記録は60mを超えており、ホルメンコーレンはこれに遅れをとっていた。そこで高さ19mの構造物が従来より踏切を9m後退した場所に建設された。

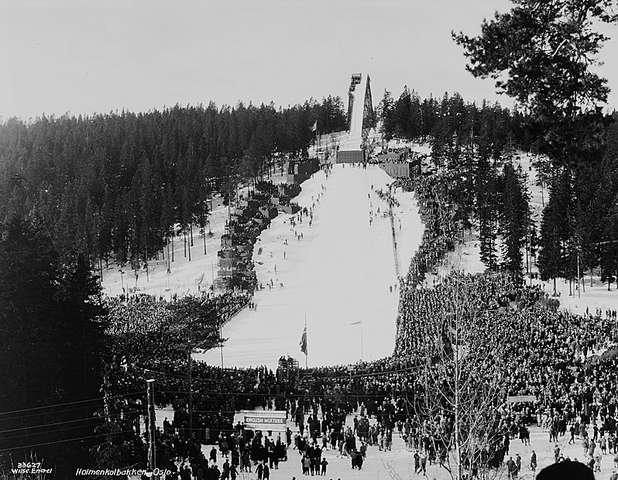
1927年に倒壊した後再建されたホルメンコーレンジャンプ競技場（1929年撮影）

1928年にBesserud池は一部排水されたが、この池を水源としていたホテルは翌年排水を許可しなかった。1931年、池は完全に排水され、アウトランが延長された。1930年代、NordmarkaのRødkleivaに80m飛べるジャンプ台を建設する構想が持ち上がり、ノルウェースキー振興協会はこの件に関し1937年に正式な調査を行った。ホルメンコーレンが国際大会の開催には小さすぎるものになったというのが一致した意見であった。
1940年ノルディックスキー世界選手権のオスロ開催を控えて、ノルウェースキー振興協会はより大きなインランの建設を決定した。1938年に高さ40mのスタートタワー建設が開始された。従来より12m後方に移動し踏切の高さも6m高くなったスタートタワーは1940年に完成したが、世界選手権は第二次世界大戦のため中止となった。ドイツによるノルウェー占領のため5年間にわたり大会は中止、ジャンプ台は対空砲台として徴用されインランは緑色に塗装された。1945年、ジャンプ台は改修され、新しいインランと巨大な観客席が整備された。

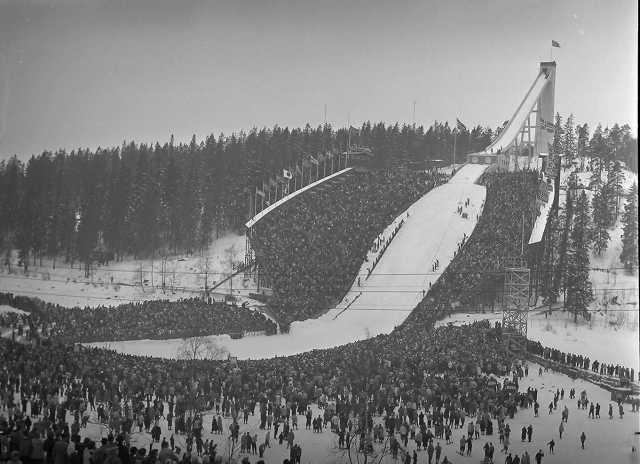
オスロオリンピック開催直前のホルメンコーレンジャンプ競技場（1952年撮影）

1948年、オスロは1952年の冬季オリンピックを開催することとなり、ジャンプ台は大きく進歩した。これまで観客席は仮設のものであったが、オリンピックを控えて常設のものになった。新しい観客席は、ジャッジタワー、ロイヤルボックス、放送ブースを備えたものであった。スタートタワーも再建された。木製の構造に外壁を設けて白く塗装し、エレベーターも設置された。またジャンプ台を拡張するために着地斜面を構造物で立ち上げて延長した。立ち上げられた構造物は3階建てで、1階と2階にはスキー博物館、3階にはレストランが入居した。アウトランの池は6m掘り下げられ、夏の間は3mの水深と10℃の水温を持つ水泳プールとして活用された。これらの整備に対しオスロ市は1500万ノルウェークローネの費用を投じた。この整備により市民のレクレーションの場が提供されることとなった。
この改築のデザインは建築家のフローデ・リナンが行った。
オスロ市は1968年の冬季オリンピック誘致に名乗りを上げたが、これは失敗に終わった。
1966年ノルディックスキー世界選手権の開催決定を受け、国際スキー連盟の要求を満たすアップグレードの詳細が明らかになった。
より長いジャンプを可能とするため踏切の位置を10m後方に移動し、池をより深く掘り下げ、両脇の観客席をコンクリート製に造り替えることとした。合わせて従来より高く改築されたスタートタワーはスタートとアウトランに56mの高低差を生み出し、助走路の長さを任意に調整できるようになった。
この世界選手権では得点計算に初めてコンピューターが導入されたが、連絡・情報伝達にはオリンピック当時と同様有線電話が用いられ、公式発表とスコアボードシステムは手動のままだった。

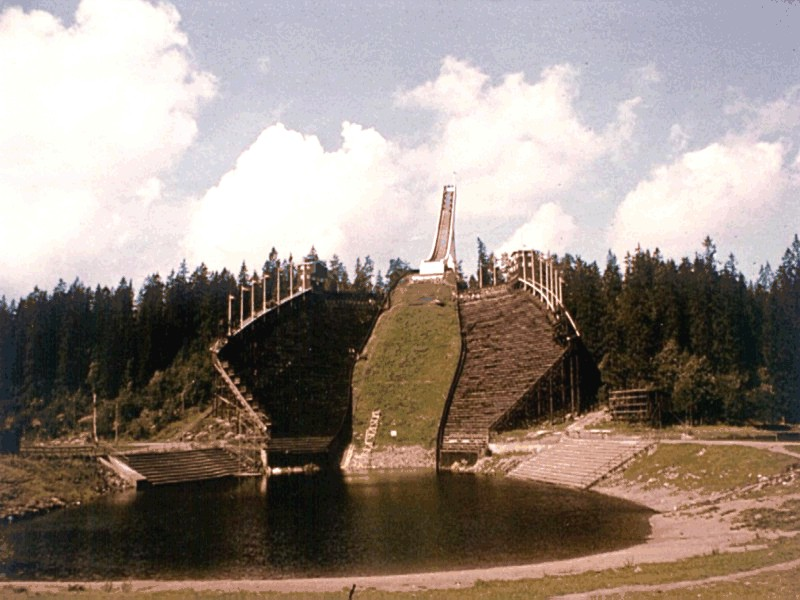
夏のホルメンコーレンジャンプ台（1975年撮影）

1971年までにノルウェースキー振興協会はホルメンコーレンスキー大会からの収入の割合は小さくなっていた。振興協会はスキーコンプレックスの建設について議論を始め、Rolf Ramm Østgaardは大小のジャンプ台を併設する計画を提案した。
スキージャンプとクロスカントリースキーの密接な関係を考慮してホルメンコーレンにジャンプ台を維持することで一致した。
しかしホルメンコーレンのジャンプ台は上部が地面から高く立ち上がった構造物であるため風に悩まされていた。フィンランド、ラハティのSalpausselkäの経験はジャンプを丘に組み込むことによって風に対抗できることを示したが、すぐに可能な解決策は見つからず、古い構造は維持された。
1977年に夜間照明が整備され、夜にはオスロ市内からもその明りを見ることが出来た。1978年には問題のあったエレベーターが交換された。また、この頃池の中にステージが建設され、演劇やコンサートなどが上演された。
オスロ市議会は1980年冬季オリンピックの誘致を検討したが、それは適当な投資ではないと結論した。
1979年、オスロ市は1982年ノルディックスキー世界選手権を開催することとなったが、ジャンプ台は改修が必要であった。改修に必要な5000万ノルウェークローネのうち、ノルウェースキー連盟が500万クローネ、残りをオスロ市と県が負担することになり、巨額の公費支出は論議を巻き起こした。
今回の改修では各会場に電子機器の導入が行われた。ランディングバーンの横に飛距離測定員が立って手動で測定する従来の方法に代えてRobotronのビデオ測定システムが導入された。その他中央電算記録集計システム、電子スコアボードシステム、電気式速度・時間測定システムなどが新たに整備された。インランには可動式スタートゲートが設置されたが、これは後にシットバー式のゲートに交換された。ランディングバーンも改修され、直線部分が10m下方に移動された。アウトラン部分では13万立方メートルに及ぶ掘削が行われ、Besserud池は7mの水深となった。観客席も改修され残っていた木造部分もコンクリートで再建された。
Robotronのビデオ測定システムは信頼性が低く、1986年に取り外された。1990年にインランに磁器製のレールが敷設された。また、アウトランにはアルミニウム製のステージが設置され、夏季にはコンサートで使用された。1992年にはアウトランが更に3.5m掘り下げられ、K点が105mから110mに延長された。また、1992年から飛距離測定にビデオ計測システムが導入された。1991年に、ジャンプ台を改修する決定に引き続いてKollenhoppが設立された。
ノルウェー東部のスキークラブの協力により、ホルメンコーレンジャンプ競技場でのジャンプ競技が創出された。Trønderhoppの成功と同様である。1992年から移動照明装置が整備され、夜間に試合を設定したり、風の状況が良くなる夜間まで試合を延期することが可能になった。

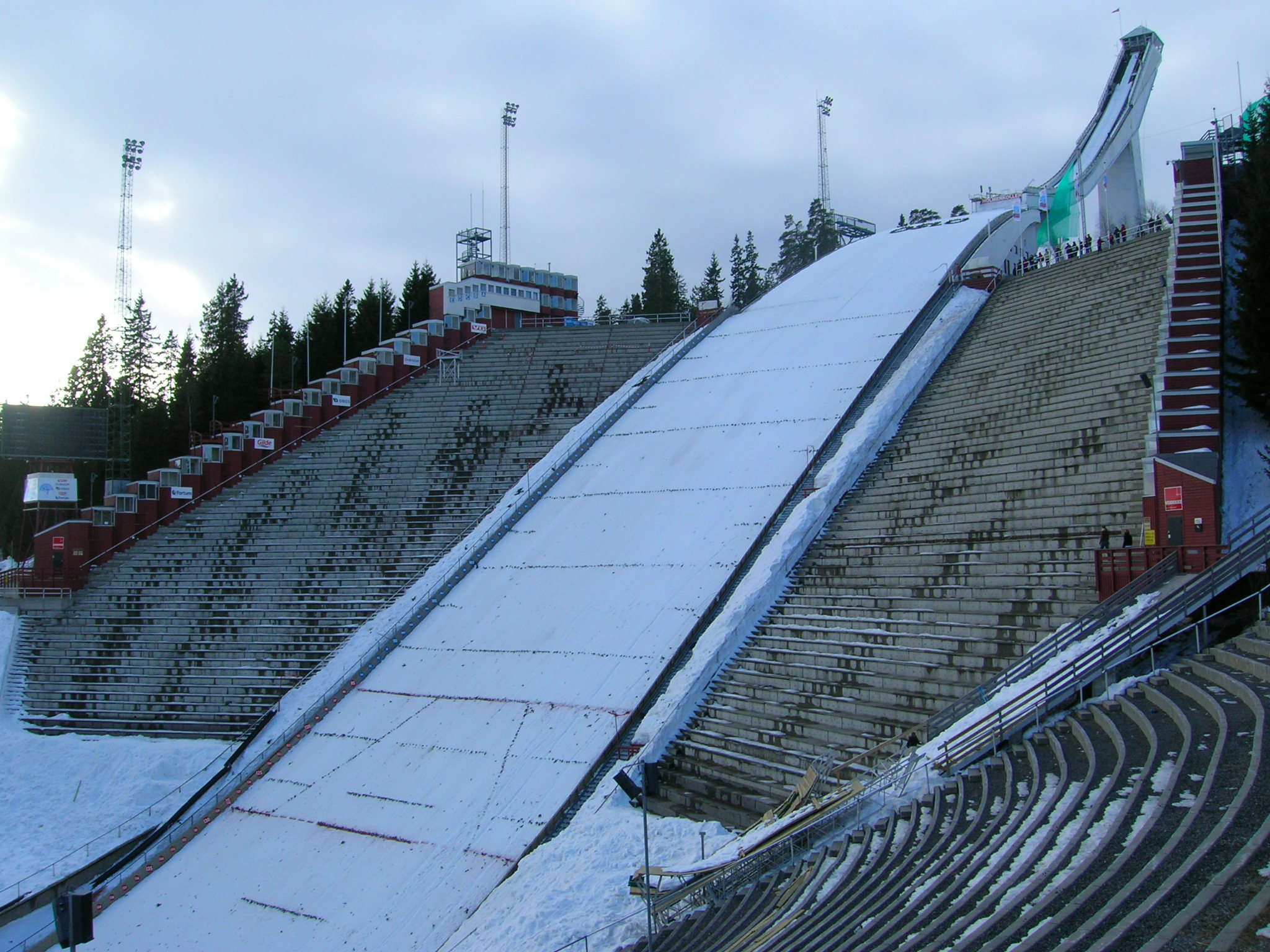
ホルメンコーレンジャンプ競技場（2006年撮影）

2005年6月に行われた「オスロ市の20世紀を代表する建築」の投票でホルメンコーレンジャンプ競技場は12.8パーセントの得票でオスロ市役所についで4位に選ばれた。

### 新しいジャンプ台
2002年、ノルウェースキー振興協会とオスロ市は2009年ノルディックスキー世界選手権の誘致活動を開始した。
オスロ市議会は同大会の会場となるホルメンコーレン競技場の改築整備に5,280万ノルウェークローネを投じる決定をした。
2004年6月4日に国際スキー連盟（FIS）総会（於アメリカ合衆国、フロリダ州マイアミ）で投票が行われ、リベレツ（チェコ）11票、オスロ（ノルウェー）4票の大差で決定、
誘致に失敗したノルウェースキー連盟はすぐに2011年大会の誘致に乗り出した。
ノルウェースキー振興協会はヴィケルスンのフライング台拡張の代わりにホルメンコーレンの北側、オスロウインターパークそばにあるRødkleivaにジャンプ台を新設する希望を出した。
ホルメンコーレンジャンプ競技場は2011年の世界選手権までラージヒルとして使用し、その後はノーマルヒルに改修することとした。
2005年5月、ノルウェースキー連盟の総会で、2011年の世界選手権までにRødkleivaに新しいフライング台とノーマルヒルの台を建設することが評決された。
続いて、2008年に開催が決定されるヴィケルスンで行われる予定の2012年スキーフライング世界選手権について、ノルウェースキー連盟の総会でRødkleivaの計画を2008年までに決定すると決めた。
改修前のホルメンコーレンジャンプ競技場はK点115m・HS128mとスキージャンプ・ワールドカップで使用されるジャンプ台の中では小規模な部類であり、
2005年9月22日、国際スキー連盟(FIS)はオスロが世界選手権とワールドカップ開催するならホルメンコーレンジャンプ競技場の改築が必要であることを明言した。ドイツ、オーベルストドルフのシャッテンベルクシャンツェやオーストリア、インスブルックのベルクイーゼルシャンツェも同様に改築された。
多額の資金を要するジャンプ台改築に当たっては、現在のジャンプ台を解体し、同じ場所にノーマルヒルとラージヒルを建設する案、現在の歴史的記念碑であるジャンプ台をそのまま保存し新たに2つのジャンプ台を新設する案の2つが挙げられた。
2005年12月、ノルウェー文化遺産総局のニルス・マルスタイン局長はランドマーク性と建築としての品質を維持することを条件にスタート塔の解体を許可した。保存にふさわしいのは構造体ではなく活動そのものであると述べた。
ジャンプ台の改築には3億1000万ノルウェークローネかかると見積もられ、2006年2月、イェンス・ストルテンベルク首相とクリスティン・ハルヴォルセン財務大臣はノルウェー政府が7000万クローネを支出することを発表した。
2006年3月、新しいホルメンコーレンジャンプ競技場の設計案がオスロ市から公開されたが、建設費は4億5000万ノルウェークローネ（8200万USドル）に膨らんだ。
オスロ市は依然7000万ノルウェークローネのみを支出する計画であった。しかしオスロ市のPer Ditlev Simonsen市長とスキー連盟のRolf Nyhusはホルメンコーレン改築計画を進めた。
2006年3月23日に市議会選挙の公式ウェブサイト上で、ホルメンコーレンジャンプ競技場は2007年春に解体工事が開始され、改築されると報告された。
2006年5月25日、FISの第45回総会（ポルトガル、ヴィラモウラ）で投票が行われ、オスロでの2011年ノルディックスキー世界選手権開催が決定した。
2007年4月25日のFISフラッシュニュースNo.124で、新ジャンプ台設計コンペに27カ国170の企業体が参加することが報告された。プロジェクトの予算は1億ノルウェークローネと推定される。
2007年6月25日にコンペが締め切られ、2007年9月、104件の案からデンマークのJDS/JULIEN DE SMEDT ARCHITECTSによる"Nye Holmenkollen Fyr"を選んだ。この新しい国立競技場の建設費は6億5300万ノルウェークローネと見積もられた。
新しいジャンプ台は人工冷却装置を備え、従来より傾斜の緩やかなインラン、ジャンパーのための新しいエレベーター、夜間照明設備、防風フェンス、新しい観客席、音響システム、スコアボードが整備される。また、すぐそばにHS106mのノーマルヒルMidstuenも新設される。
解体工事は2008年10月16日に始まり、同年12月に完了した。改築工事中のスキージャンプ・ワールドカップはヴィケルスンで代替開催された。
オスロ市議会は2007年12月12日にこれを承認した Approval by the Oslo City Council took place on 12 December 2007。この時6億5300万ノルウェークローネと見積もられた予算は、2008年には1億2000万クローネ増加、2008年7月18日に詳細計画がオスロ市議会で承認された時には更に1億8000万クローネ増え、9億クローネを超えた。
コストの圧縮が検討され、ラージヒルの建設費に7億1500万クローネ、ノーマルヒルのミッツトゥンジャンプ競技場、クロスカントリースキースタジアム、インフラの整備を含めた総予算は24億2600万ノルウェークローネとなった。
同年夏から2010年の完成を目指して工事が開始され、2008-2009シーズンのホルメンコーレンスキージャンプ大会は第2次世界大戦以来の中止となった。

## ジャンプ台の改築

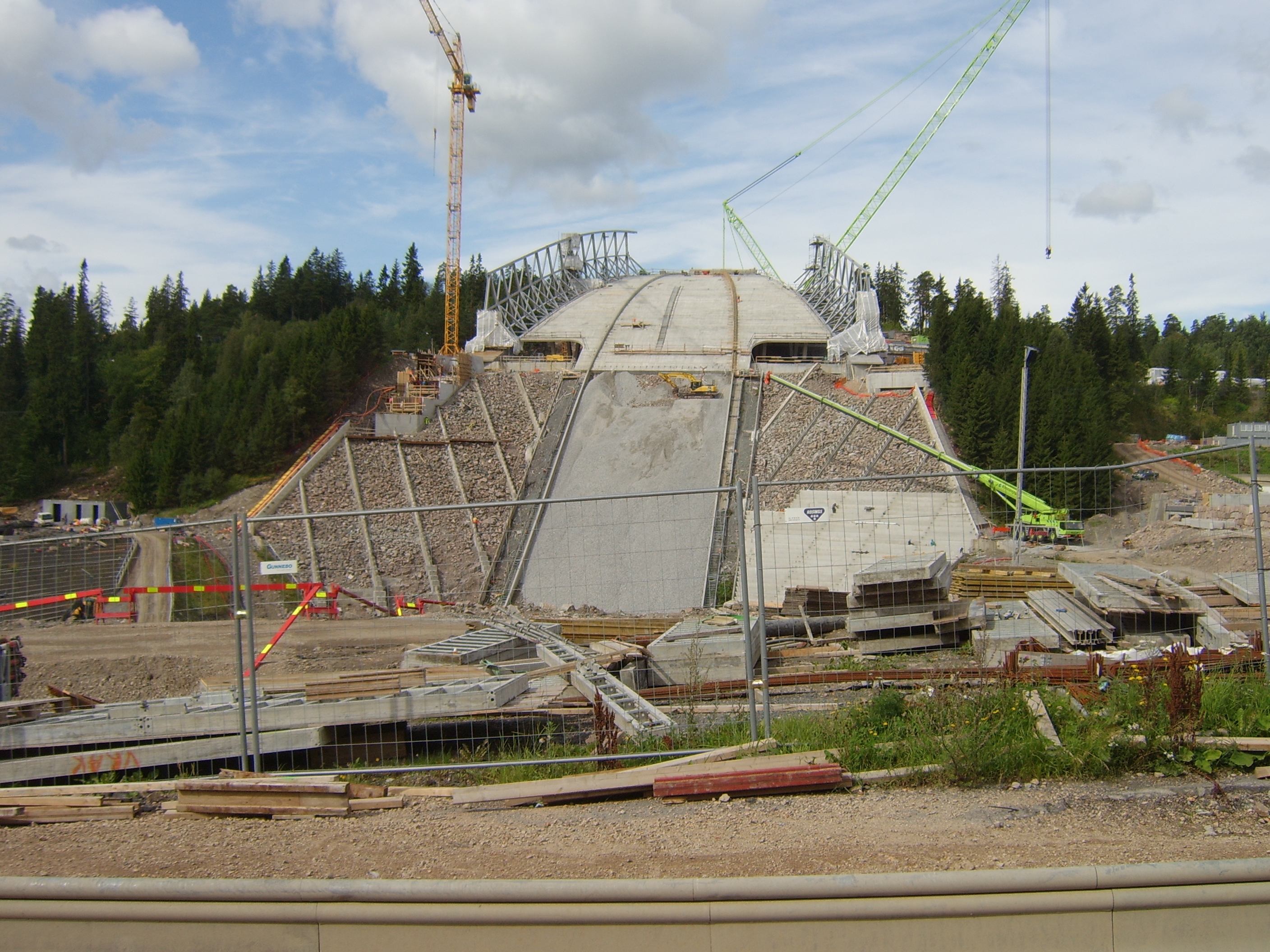
工事中のホルメンコーレンジャンプ競技場（2009年8月撮影）

ジャンプ台の解体はスタートタワー下部のスキーミュージアムに影響を及ぼさないよう爆破解体ではなく小さなブロックに分割してクレーンで下ろす方法が採られ、2008年10月16日に始まり、同年12月に完了した。
組立工事は2009年11月21日の週に八番目と最後のブロックが取り付けられることが11月18日に発表され、2009年11月24日に長さ35メートル、重量144トンの最終ブロックが組み付けられた。

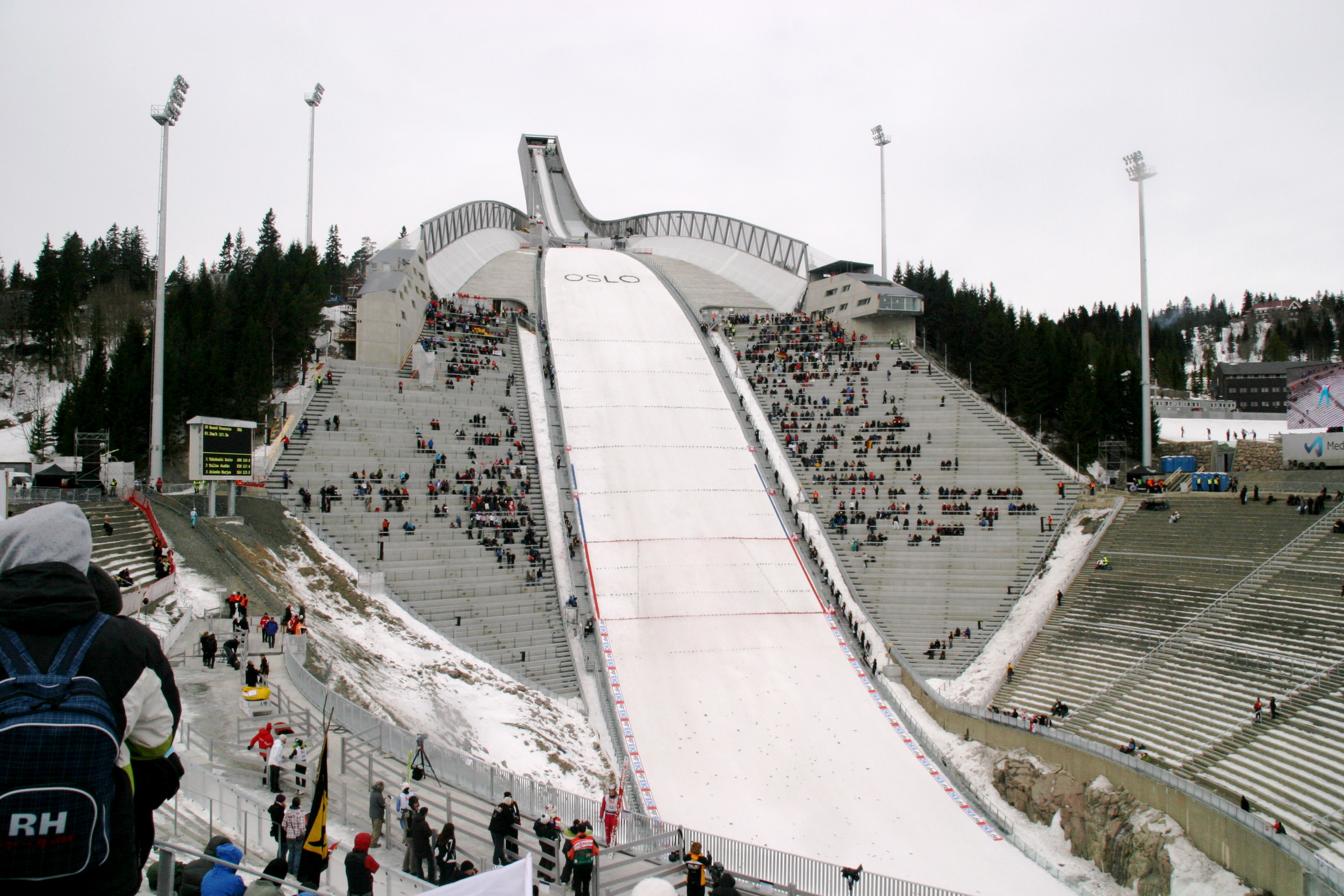
新しいホルメンコーレンジャンプ競技場（2010年撮影）

新しいホルメンコーレンジャンプ競技場HS134は2010年2月3日にFISの承認を受け、3月13日、14日にプレ大会が行われることとなった。この時点ではMidstuenのノーマルヒルはまだ工事中であった。
2010年3月3日に新ホルメンコーレンジャンプ競技場HS134の会場式でアネッテ・サーゲンが飛び初めをしたが主催者は前日の3月2日にビヨーン・アイナール・ローモーレンが練習ジャンプ飛ぶことを認めた。
他にトム・ヒルデ、ヨハン・レメン・エベンセン、アンデシュ・ヤコブセンが練習ジャンプで飛んだ。
主催者はあくまで公式の飛び初めは3月3日にアネッテ・サーゲンが106.5m飛んだジャンプであるとした。

## 施設
ホルメンコーレンノルディックスキーコンプレックスはスキージャンプ、ノルディック複合、クロスカントリースキー、バイアスロンを開催出来る施設を備えている。ラージヒルのホルメンコーレンジャンプ競技場、ノーマルヒルのミッツトゥンジャンプ競技場、クロスカントリースキースタジアム及び周辺周回コースである。
そしてトロンハイムのGranåsen、リレハンメルのLysgårdsbakkenと並ぶ国立ノルディックスキーセンターである。
クロスカントリーコースは発着点がジャンプ台に隣接し、1周最大16.67kmで男子50kmの競技に対応できる。
バイアスロンでは30座の射撃レンジ、1周150mのペナルティコースを備えた最長4kmのコースが設定できる。更にその北西にはK点95m・HS106mのMidtstubakkenが建設されたほか、HS58mのジャンプ台などが整備される予定である。
1992年の改修後K点は110mとなり、スタートタワーの最頂部は海抜417mで地上から60mの高さがあり、インランの全長は94mであった。ランディングバーンの最大斜度は37度、スタートタワーの最頂部からアウトランの最下部までの高低差は121mであった。
2010年に完成した新しいジャンプ台はK点120m・ヒルサイズ134m、ランディングバーンの最大斜度は踏切から105.6m地点から120m地点までの区間が35.7度で134m地点では30.8度である。またこの部分の幅は25.2mである。
鉄骨で組み上げられたスタートタワーは長さ96.95m、最大斜度36度、踏切の高さは3.0m、踏切からK点までの垂直距離は59.1m。
観客席、貴賓席、ジャッジタワー、横風対策の防風フェンスと一体で構築されている。このジャンプ台はオスロ市が所有し、ノルウェースキー振興協会が運営に当たる。
会場への交通機関は、自動車の使用は関係者のみに限定され、一般の観客についてはT-bane路線1(Linje1)が使われる。
最寄りのホルメンコーレン駅はラージヒルやクロスカントリースタジアムまで徒歩10数分のところに位置し、プラットフォームは6両分の長さを持ち1時間に9000人の乗客を処理するキャパシティを持つ。

## イベント
スキーフェスティバル（ホルメンコーレンスキー大会）は1892年以来ホルメンコーレンで毎年行われているノルディックスキーの大会である。この大会では1932年までスキージャンプはノルディック複合の一部として行われていた。
1903年、オスロはWinter Sports Weekと呼ばれる北欧競技会のホストとなった。この大会は冬季オリンピックの先駆けとされ、ホルメンコーレンではジャンプ競技が行われた。
スキーフェスティバルは1926年に初めて日曜日開催となった。純ジャンプ競技が1933年から始まり、外国人のジャンプ選手が優勝争いに参入するのを容易にした。
もともと、競技ではジャッジの公平性を保つためとして、飛型点の採点は非公開であったが、1951年にこれが改められ、PAシステム上で飛型点が発表され始めた。
スキーフェスティバルは1924年の冬季オリンピック以前は事実上の世界選手権とみなされていた。ノルウェースキー連盟は、スキーフェスティバルの権威が奪われるとして冬季オリンピック、世界選手権の創設に反対した。
1930年ノルディックスキー世界選手権がオスロで行われ、ジャンプ競技ではスウェーデンのエリック・リランデルが5位となりノルウェー勢の10位まで独占はならなかった。
1952年オスロオリンピックでは2月24日のジャンプ競技に12万とも15万ともいわれる観客が集まった。公式記録では14万3000人とされている。試合は地元ノルウェーのアルンフィン・ベルクマンとトールビョルン・ファルカンゲルが金銀、スウェーデンのカール・ホルムストレームが銅メダルを獲得した。
1966年ノルディックスキー世界選手権では70m級がミッツトゥンジャンプ競技場で行われた。
1979年-1980年のシーズンからFISスキージャンプ・ワールドカップ、1983年-1984年シーズンからFISノルディック複合・ワールドカップが始まり、スキーフェスティバルはこれらに組み込まれた。

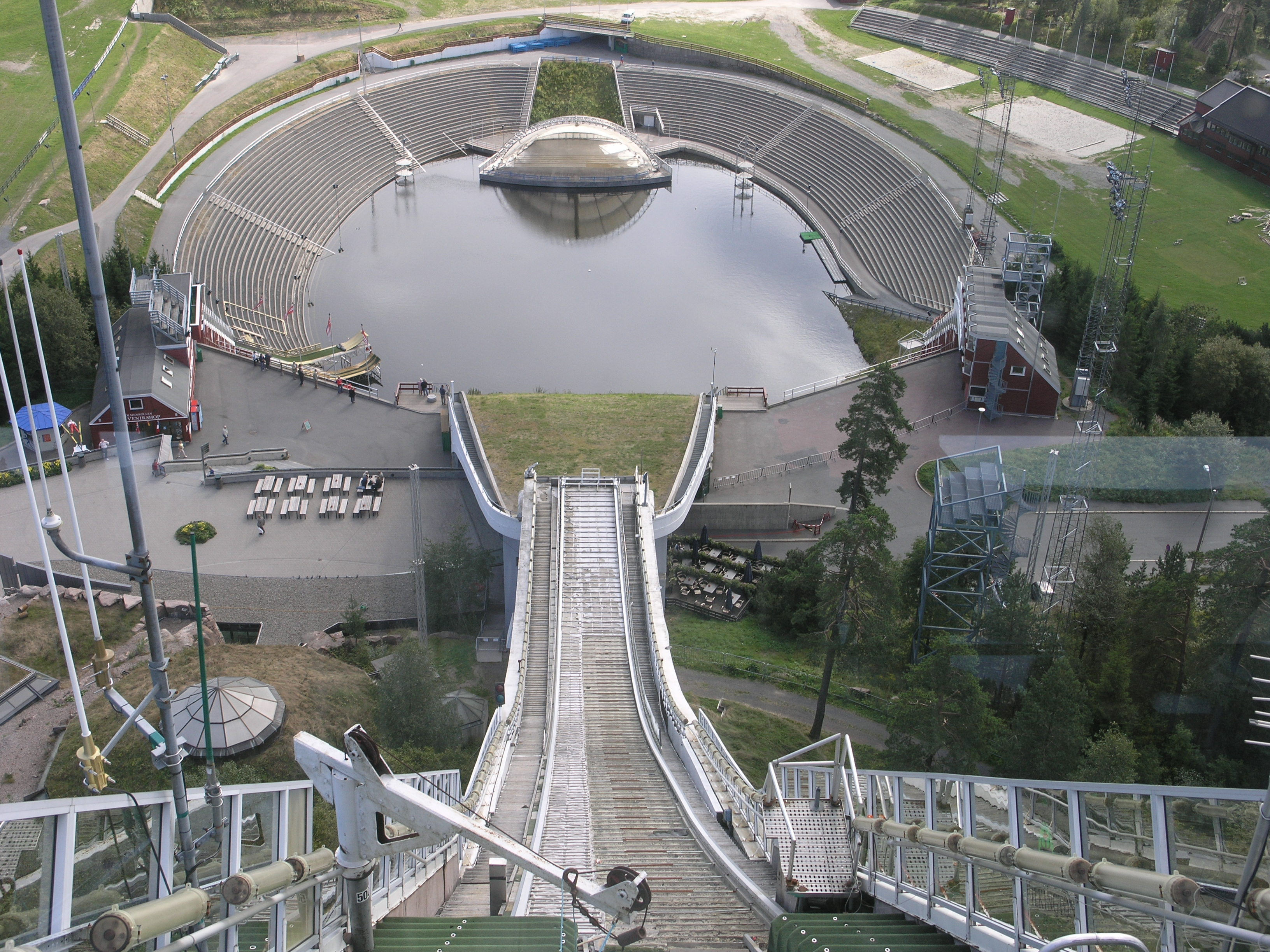
改修前のスタート地点から見た競技場（夏）

旧来のジャンプ台では夏の間、アウトランの池にステージが設けられ、コンサート、劇、およびエンターテインメントの円形劇場として使用され、Sommerkollenと呼ばれた。
1963年から観客席の南側に小さなインランが設置され、スキーヤーやダイバーが池へのジャンプを行い、1963年から1983年の間に9回大会が行われた。
1983年に始まったTa sjansenはNRKで放送され、Sommerkollenの最も人気があるショーとなった。この番組で2つの人気レースが行われた。ひとつは自作の乗り物でミニインランを滑り降り、続いて水面を進んで最短時間でベルを鳴らす競技、もうひとつは自転車で不安定な浮橋を渡りきる競技であった。
改修前の古いジャンプ台は2004年のアメリカCBSのテレビ番組アメージングレース6内第2ステージの舞台として使用された。

### ホルメンコーレンスキーコンプレックスで開催された世界選手権
- 1930年ノルディックスキー世界選手権
- 1952年オスロオリンピック（世界選手権も兼ねる）
- 1966年ノルディックスキー世界選手権
- 1982年ノルディックスキー世界選手権
- 1986年バイアスロン世界選手権（男子種目のみ、女子種目はスウェーデンのファルンで開催）
- 1990年バイアスロン世界選手権（一部の種目はソ連のミンスクとフィンランドのコンティオラハティで開催）
- 1999年バイアスロン世界選手権（一部の種目はフィンランドのコンティオラハティで開催）
- 2000年バイアスロン世界選手権（一部の種目はフィンランドのラハティで開催）
- 2002年バイアスロン世界選手権
- 2011年ノルディックスキー世界選手権

## バッケンレコード
- 1892年最初の記録
  - Arne Ustvedt ノルウェー 21.5m

- 2001年改修後（K115/HS130）
  - 男子:トミー・インゲブリクトセン ノルウェー　136.0m（2006年）
  - 女子：アネッテ・サーゲン ノルウェー　131.0mm（2006年）

- 2010年改築後（K120/HS134)
  - 男子:アンドレアス・コフラー オーストリア　139.5m（2010年）
  - 男子:アンドレアス・コフラー オーストリア　141.0m（2011年）
  - 男子:葛西紀明　日本　143ｍ（2016年）[61]
  - 男子：カミル・ストッフ　ポーランド　146ｍ（2018年）https://www.youtube.com/watch?v=DUdEt2yejIA
  - 女子：高梨沙羅 日本　134.0m（2013年）